# Kripan
Kripan (em basco e oficial) ou  Cripán (em castelhano) é um município da Espanha na província de Álava, comunidade autónoma do País Basco, de área 12,52 km² com população de 184 habitantes (2007) e densidade populacional de 15,09 hab/km².

## Demografia
| Variação demográfica do município entre 1991 e 2004 | Variação demográfica do município entre 1991 e 2004 | Variação demográfica do município entre 1991 e 2004 | Variação demográfica do município entre 1991 e 2004 |
| --------------------------------------------------- | --------------------------------------------------- | --------------------------------------------------- | --------------------------------------------------- |
| 1991                                                | 1996                                                | 2001                                                | 2004                                                |
| 201                                                 | 200                                                 | 190                                                 | 190                                                 |